# Cryptoparachtes
Cryptoparachtes is een geslacht van spinnen behorend tot de familie celspinnen (Dysderidae).

## Soorten
- Cryptoparachtes adzharicus Dunin, 1992
- Cryptoparachtes charitonowi (Mcheidze, 1972)
- Cryptoparachtes fedotovi (Charitonov, 1956)